# Historic Scotland
Historic Scotland (Schots-Gaelisch: Alba Aosmhor) was van 1991 tot 2015 een onderdeel van het Schotse bestuur, verantwoordelijk voor de instandhouding van de historische omgeving van de natie Schotland en had tot taak het begrip voor en plezier in de Schotse geschiedenis te verspreiden. De organisatie legde direct verantwoording af aan de Schotse ministers. In 2015 werd Historic Scotland samengevoegd met de Royal Commission on the Ancient and Historical Monuments of Scotland (1908–2015) tot Historic Environment Scotland (Schots-Gaelisch: Àrainneachd Eachdraidheil Alba), dat de taken van beide instanties overnam.
In het kader van monumentenzorg beheerde Historic Scotland al meer dan 300 gebouwen en constructies, waaronder Cairn o'Get en Crossraguel Abbey. Om kennis over deze monumenten te verspreiden gaf de organisatie gidsen uit en ander educatief materiaal.
Binnen het Verenigd Koninkrijk zijn vergelijkbare organisaties te vinden, namelijk English Heritage in Engeland, Cadw in Wales, Environment and Heritage Service in Noord-Ierland en Manx National Heritage op het eiland Man.

## Categorieën
Monumentale gebouwen werden door Historic Scotland ingedeeld in drie categorieën op basis van hun relatieve belang. Gebouwen die aan een van de categorieën worden toegekend, konden rekenen op wettelijke bescherming voor zowel het interieur en het exterieur. De term "gebouw" werd breed toegepast, zo vielen bijvoorbeeld muren, fonteinen, zonnewijzers, beelden, bruggen en telefooncellen binnen de definitie die gehanteerd werd.
- Categorie A: Gebouwen van nationaal of internationaal belang, in architectonisch of historisch opzicht of goede, nauwelijks veranderde voorbeelden van een specifieke periode, stijl of bouwtype.
- Categorie B: Gebouwen van regionale, of meer dan lokaal belang, of voorbeelden van een specifieke periode, stijl of bouwtype die veranderd zijn.
- Categorie C: Gebouwen van lokaal belang of mindere voorbeelden van een periode, stijl of bouwtype, origineel of ten hoogste matig veranderd; en simpele traditionele gebouwen die passen bij gebouwen in de categorieën A en B.